# Posicions del bàsquet

Diagrama bàsic de les posicions del bàsquet

En l'esport del bàsquet se solen designar 5 posicions per a situar els jugadors:
- El base, també conegut com a 1, és aquell jugador de bàsquet que puja la pilota fins al camp contrari i dirigeix el joc d'atac del seu equip, manant el sistema de joc. Les seves característiques són un bon control de la pilota, bona visió de joc, capacitat de donar bones passades, bona velocitat i un bon tir exterior.
- L'escorta, també conegut com a 2.
- L'aler, també conegut com a 3.
- L'aler-pivot, també conegut com a 4.
- El pivot, també conegut com a 5.